# ممدوح نوفل
هو عمر عبد الرحيم صالح نوفل واسمه الحركي ممدوح. هو سياسي وعسكري فلسطيني (1944-2006) عضو في المجلس الوطني الفلسطيني لمنظمة التحرير (البرلمان الفلسطيني)، وعضو المكتب السياسي لحزب فدا. ساهم في تأسيس الجبهة الديمقراطية لتحرير فلسطين وانشقاقها عن الجبهة الشعبية في شباط 1969، وتولى قيادة القطاع العسكري فيها. وتولى مهمة قائد قواتها العسكرية من عام 1972 وحتى 1988. وكان عضوا في لجنتها المركزية ومكتبها السياسي.
يعد من أنصار مبادرة جنيف، وعارض بشدة عسكرة الانتفاضة الفلسطينية الراهنة. عمل سابقا عضوا في اللجنة العليا لإدارة المفاوضات وشارك في أعمال مؤتمر مدريد عام 1991 ممثلا لللجنة. ألف عدة كتب وكتب مقالات وابحاث متعددة حول قضايا فلسطينية وحول عملية السلام الفلسطينية الإسرائيلية.
وكان نوفل قد عاد إلى الأراضي الفلسطينية أواخر عام 1995 أي بعد حوالي العامين على اتفاق أوسلو، وتفرغ لتسجيل محطات مهمة من تاريخ الثورة، من أبرز مؤلفاته «طبخة أوسلو، وليلة انتخاب الرئيس، والانتفاضة، وانفجار عملية السلام، والانقلاب»، وكان يعد قبل وفاته لكتابة تاريخ الثورة الفلسطينية المعاصرة، إلا أن المرض أقعده عن إكمال هذا الإنجاز.

## نشأته
ولد ممدوح نوفل في مدينة قلقيلية في الضفة الغربية سنة 1944، وتلقى علومه الابتدائية والثانوية فيها. التحق بدار المعلمين وعمل مدرساً في مدارس الضفة الغربية.

## حياته السياسية
انخرط في العمل الحزبي والسياسي مبكرا، وانتمى لحركة القوميين العرب عام 1961، وشارك في نشاطاتها الطلابية والسياسية والجماهيرية في الضفة الغربية. انتقل للجناح العسكري للحركة «شباب الثأر» و«ابطال العودة» عام 1965، وشكل مجموعة مسلحة في منطقة قلقيلية عام 1966.

### العمل الفدائي
ترك سلك التدريس بعد النكسة 1967 والتحق بالعمل الفدائي في صفوف الجبهة الشعبية لتحرير فلسطين من بداية تأسيسها. وساهم في تاسيس الجناح العسكري للجبهة في الأردن عام 1968. ساهم في تأسيس الجبهة الديمقراطية لتحرير فلسطين وانشقاقها عن الجبهة الشعبية في شباط 1969، وتولى قيادة قطاع عسكري. وتولى مهمة قائد قواتها العسكرية من عام 1972 وحتى 1988. وكان عضواً في لجنتها المركزية ومكتبها السياسي. سمي عضواً في المجلس الوطني الفلسطيني منذ عام 1971 حتى وفاته. عين عضواً في المجلس العسكري الأعلى للثورة الفلسطينية منذ تاسيسه. غادر بيروت مع قوات الثورة بعد الاجتياح الإسرائيلي للبنان وعاد إلى لبنان وساهم في إعادة تنظيم القوات الفلسطينية. وتولى مهمة قيادة قوات الثورة هناك سنوات 1986,1987,1988. وقد عمل مستشاراً سياسياً وعسكرياً للرئيس ياسر عرفات.
غادر لبنان إلى تونس بعد الانتفاضة الأولى في ايلول 1988، وعين عضواً في اللجنة العليا لشؤون الوطن المحتل، وعضو قيادة العمل اليومي للاننفاضة التي كان يترأسها أبوعمار.

### عملية السلام
عين عضو في القيادة الفلسطينية ممثلا للجبهة الديمقراطية عام 1988. وعضوا في اللجنة العليا لمتابعة المفاوضات الفلسطينية ـ الإسرائيلية، وشارك في أعمال مؤتمر مدريد عام 1991 كمندوب عنها. ساهم بفعالية في تأسيس الإتحاد الديمقراطي الفلسطيني «فدا»، وكان عضواً في قيادته الأولى. عاد إلى الضفة الغربية في 1996 وثبت عضواً في المجلس الأعلى للامن القومي الفلسطيني، ومستشاراً للرئيس للشؤون الداخلية.

## إصداراته
صدر له ستة كتب: 
- قصة اتفاق أوسلو «طبخة أوسلو» في العام 1995.
- المفاوضات الفلسطينية الإسرائيلية مدريد ـ واشنطن، «الانقلاب» في العام 1996.
- البحث عن الدولة الفلسطينية في العام 2000.
- الانتفاضة ـ انفجار عملية السلام في العام 2002* انتخاب السيد الرئيس في العام 2005.
- مغدوشة - قصة الحرب على المخيمات في لبنان في العام 2006.

كتب عدة مقالات وأبحاث سياسية في عدد من الصحف الفلسطينية والعربية.

## وفاته
توفي في 2006 إثر اصابته بمرض عضال في العاصمة الأردنية عمّان، وشيع جثمانه إلى مثواه الأخير في مدينة البيرة المتاخمة لرام الله. وتقدم المشيعين في المراسم الجنائزية الرسمية، في محافظة رام الله والبيرة، الرئيس الفلسطيني أبو مازن وعدد من أعضاء اللجنة التنفيذية لمنظمة التحرير الفلسطينية، وممثلون عن المؤسسات الرسمية والشعبية.